# باربرا تورنبول
باربرا تورنبول هي ناشِطة وصحفية كندية، ولدت في 7 فبراير 1965، وتوفيت في 10 مايو 2015 بسبب ذات الرئة.

## وصلات خارجية
- الموقع الرسمي